# 沼津垣

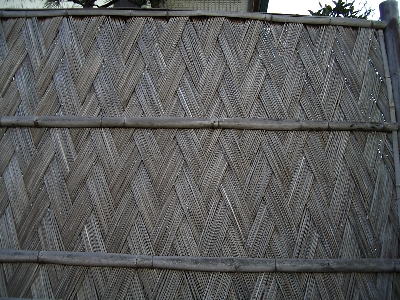
沼津市にある若山牧水記念館の沼津垣

沼津垣（ぬまづがき）とは、竹垣の工法の1つ。

## 概要
静岡県沼津市に伝わる工法で、土地の名のついた竹垣は沼津垣と大津垣だけと言われている。駿河湾に面した沼津市付近は西風が強く、それを防ぐために古くから沼津垣が利用されてきた。材料には箱根山に多く自生し、俗に箱根竹と呼ばれる、直径1cmほどの細いメダケを使い、十数本ずつ束ねて杉綾模様で編んでいく。
沼津垣は江戸時代以前から作られ続けていたといわれ、沼津の風景を描いた江戸時代の浮世絵や絵図にも描かれており、この地域で古くから広く利用されていたことがわかる。現在では沼津垣が減り職人も少なくなっているが、沼津御用邸や若山牧水記念館などで目にすることができる。

## ギャラリー

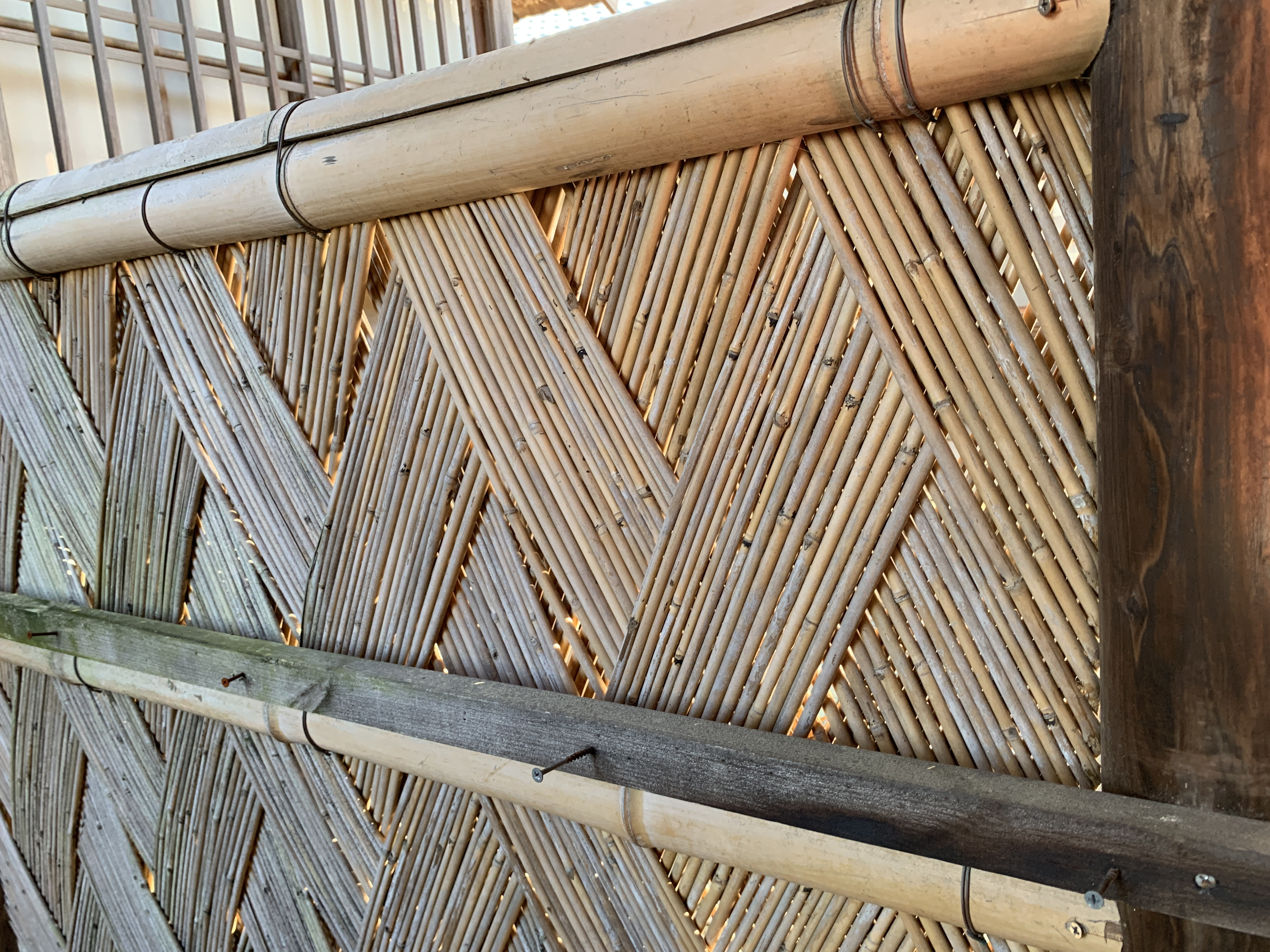
沼津御用邸記念公園内の沼津垣
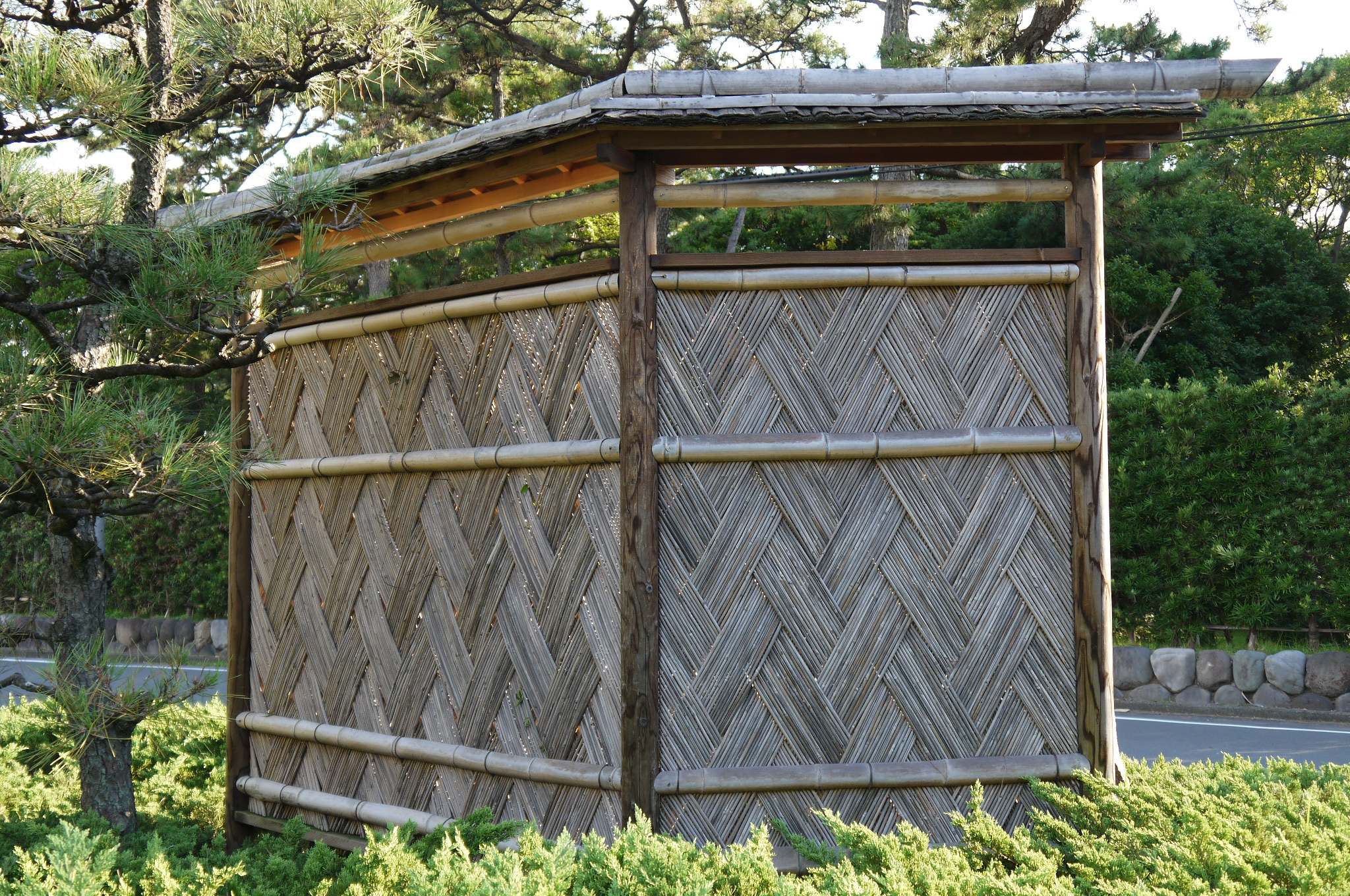
沼津市にある若山牧水記念館の沼津垣
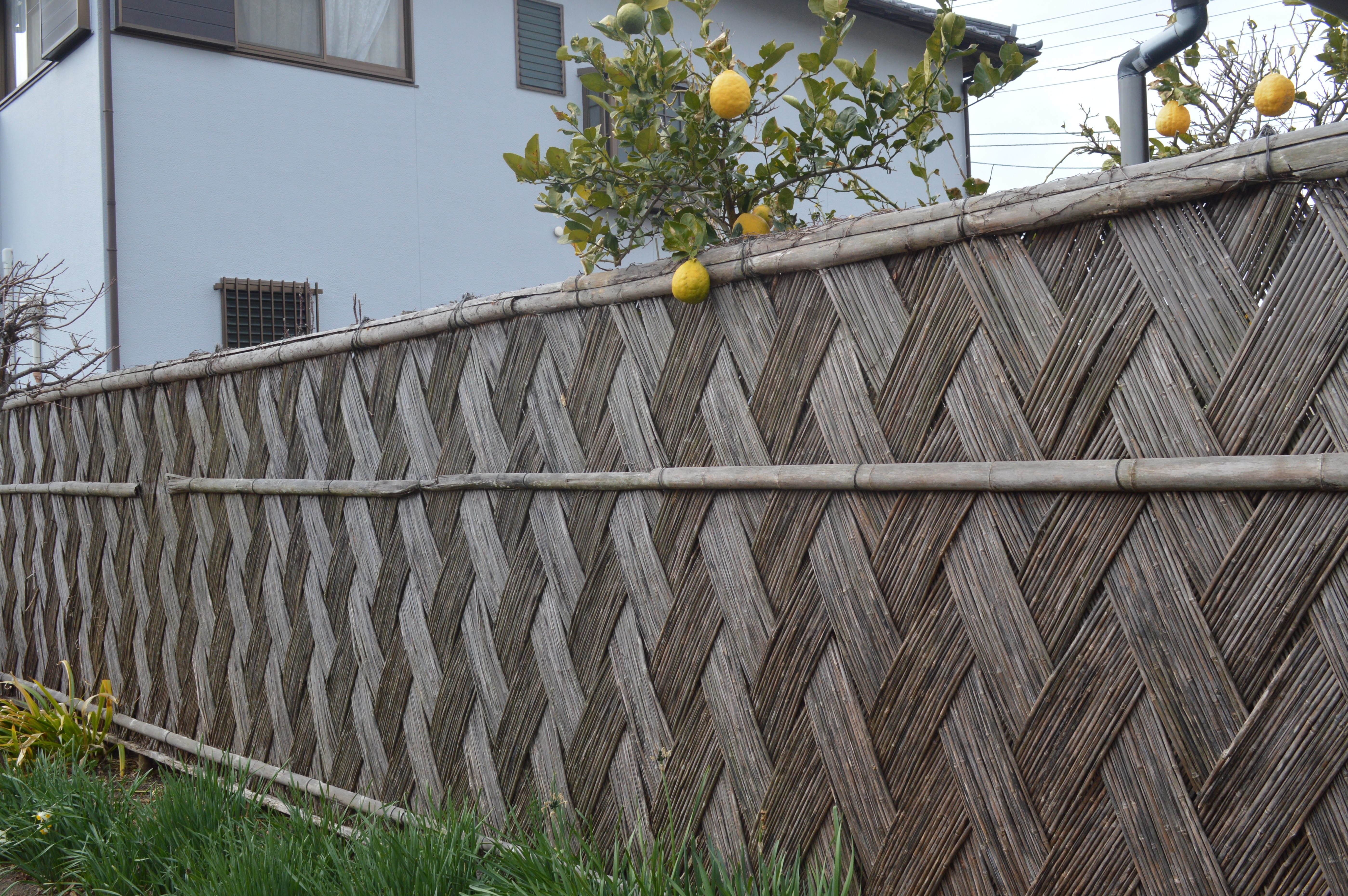
沼津市にある帯笑園の沼津垣